# Jangchung-dong
Jangchung-dong (koreanska: 장충동)  är en stadsdel i stadsdistriktet Jung-gu i Sydkoreas huvudstad Seoul.